# Chiasmocleis gnoma
Chiasmocleis gnoma är en groddjursart som beskrevs av Canedo, Dixo och Pombal 2004. Chiasmocleis gnoma ingår i släktet Chiasmocleis och familjen Microhylidae. IUCN kategoriserar arten globalt som otillräckligt studerad. Inga underarter finns listade i Catalogue of Life.